# Holopelus malati
Holopelus malati là một loài nhện trong họ Thomisidae.
Loài này thuộc chi Holopelus. Holopelus malati được Eugène Simon miêu tả năm 1895.